# شهداء الفضيلة
شهداء الفضيلة هو أحد كتب عبد الحسين الأميني الملقَّب بالعلَّامة الأميني في تراجم ثلاثمئة رجل من علماء الشيعة الذين تُوفوا غيلةً، وقد ذكر هذا الكتاب أستاذ مؤلِّف الكتاب، وصرَّح بأنَّه قرَّظ الكتاب، ونوَّه على أنَّ المؤلِّف سمَّى الكتاب بصرع الحقائق ثمَّ غيره إلى شهداء الفضيلة. وقام حسين الشاكري في كتابه ربع قرن مع العلامة الأميني بسرد أسماء المُترجمين في شهداء الفضيلة مقسِّماً إياهم على القرون.

## ترجماته ومستدركاته
- ترجمه جلال الدين الفارسي إلى اللغة الفارسية بعنوان شهیدان راه فضیلت.[3]
- كتب شهاب الدين المرعشي النجفي مستدركاً أسماه مستدرك شهداء الفضيلة، وترجم فيه لكثيرين ممن فات الأميني ذكرهم.[3]
- كُتب كتاب تكملة شهداء الفضيلة تكملة لشهداء الفضيلة، وطبع سنة 1386 (حسب التقويم الفارسي) بمناسبة الذكرى التاسعة والعشرين لانتصار الثورة الإسلامية الإيرانية.[3]